# Regione turistica di Kŭmgangsan
La regione turistica di Kŭmgangsan (금강산 관광 지구?, 金剛山觀光地區?, Kŭmgangsan Kwan'gwang ChiguLR) è una delle suddivisioni amministrative della Corea del Nord, creata nel 2002 per gestire i flussi turistici nella zona del Kŭmgangsan.